# 積極思考
積極思考（せっきょくしこう、英: positive thinking ポジティブ・シンキング）は、なんでも前向きに物事を考えればそれは実現し、人生はうまくいく、という考え方、物事の良い面を見ようと努め、ポジティブな姿勢を保ち、「思考そのもの」を変えることで現実を変えることを目指す思考法である。ポジティブな思考はポジティブな現実を、ネガティブな思考はネガティブな現実をもたらすとされる。引き寄せの法則（英: law of attraction）、精神科学（英: mental science）、実践的キリスト教（英: pragmatic Christianity）、心の科学（英: science of mind）、実用的形而上学（英: practical metaphysics）、神の科学（英: divine science）とも。19世紀半ばにアメリカで起こったキリスト教の異端的潮流ニューソートに始まると言われる、比較的新しい考え方である。
心や思考の性向が健康や経済状態として表れる、思いは物理的現実になるという考え方は、ニューエイジ、精神世界、スピリチュアル、自己啓発セミナーにも取り入れられており、現代の成功哲学やビジネス本、自己啓発本、就活本、スポーツやビジネスの成功のための様々なツール、健康や信仰など、現代社会への影響はかなり大きく、相当な広範囲に深く定着している。
アメリカでは「動機づけの心理学」とも呼ばれ、人生論などを分かりやすく書いたハウツー本、自己啓発本（セルフヘルプ本）に最もよく見られる考え方である。このような発想はアカデミックな心理学に対し、ポップ心理学と呼ばれる。
積極思考は、時に認知を歪めることもある。現実を楽観的に捉え正確に把握できない「楽観主義バイアス」、ポジティブな妄想を強めるという指摘もある。積極思考では、自分の力が及ばないことが起こると考えたり、未来の破滅を恐れるのは、自己の変革が必要な証拠だとされる。現実はすべてその人の思考次第という考えは、科学的に証明されておらず、疑似科学と呼ばれており、多くの科学者は支持者たちが科学概念を捻じ曲げて援用していることを批判している。また、現実の環境への興味を失わせ、悪や災厄への注意を向けさせないようにする論理であり、論理的には飢餓や戦争など不幸な目に合うのはその人の自己責任、自業自得という結論を導くという指摘もある。ビジネスや投資において正確な判断・決定を阻害し、サブプライムローンなど市場の問題へ影響を与えたという意見もある。
哲学の楽天主義、心理学のポジティブ心理学とは異なる。

## 歴史
19世紀にアメリカ合衆国で生まれたキリスト教の異端思想で、メスメリスト（催眠治療家）・心理療法家フィニアス・クインビー（1802年 - 1866年）に始まるニューソートに由来すると考えられている。ニューソートは、個人主義、自己責任主義、反宗教（反伝統的キリスト教）、汎神論、健康第一主義、思考の現実化、精神の物質化、精神療法重視などを特徴とする。
積極思考のアイデアは、近代神智学を作ったオカルティストのヘレナ・P・ブラヴァツキーによる1877年『ヴェールを剥がれたイシス』で触れられていると言われ、近代神智学はヒンドゥー教を取り入れたため、ヒンドゥー教にあったアイデアだとされることもある。またニューソートの著作家・自己啓発作家ジェームズ・アレン (作家)の1902年『As a Man Thinketh』にもあり、アレンはユダヤ教の箴言第23章第7節に由来するとしている。神智学協会のウィリアム・クアン・ジャッジの1915年の本、神智学協会のアニー・ベサントの1919年の本にも見られるという。
ニューソートの積極思考は、1950～60年代にアメリカ文化に展開し、自己啓発や話し方トレーニングコース開発者のデール・カーネギー（同姓の鉄鋼王は無関係）『人を動かす』（1936年）、自己啓発ライターのナポレオン・ヒル『思考は現実化する』（1937年）、アメリカ・オランダ改革派教会を率いた牧師のノーマン・ヴィンセント・ピール『積極思考の力』（1952年）、モチベーション研究者・リーダーシップ教育のコンサルティング会社社長のデビッド・ジョセフ・シュワルツ・ジュニア『大きく考えることの魔術』（1959年）などに見られる。カーネギーやヒルの本は大恐慌のアメリカ人を鼓舞し、対人関係が仕事で重要になる時代にマッチしていた。ヒルの『思考は現実化する』は、ニューソート思想のビジネスの世界への応用、自己啓発思想とビジネスの親和の重要な起点になっている。
1960年代にアメリカで起こったヒューマンポテンシャル運動の潮流の中で、元セールスマンで自己啓発セミナーのマインド・ダイナミックスのトレーナーだったワーナー・エアハードは、1971年にエアハード式セミナー・トレーニング（略称：est、エスト）という自己啓発セミナーを始めた。エアハードは、高学歴のヒューマンポテンシャル運動の中心人物たちと異なり、高卒でセールスマンになり、セールス・トレーナーになった生粋のセールス・ワーカーであり、マクスウェル・マルツの『サイコ・サイバネティクス』やヒルの『思考は現実化する』などの自己啓発書・セルフヘルプ本、アメリカに昔からある成功哲学に関する書籍を大量に読み学んだ。エアハードは禅に大きな影響を受けており、ヒューマンポテンシャル運動のテクニックを学び、ニューソートに始まる積極思考の系統を掘り起こし、自己啓発・セルフヘルプ、成功哲学をつぎはぎしてアメリカナイズし、estを作った。エアハードによって、ヒューマン・ポテンシャル運動ははっきり変質したと言われる。
素朴だったアメリカの積極思考は、estによって極限まで推し進められた。estは自己責任を強調し、「すべての人間は自分の人生を全く自分で作るものであり、どんなことが起こっても自分に責任がある」という綱領を掲げて活動した。ここからは、estを身につければその人自身がその人の宇宙を創造する万能の力を手に入れるというメッセージを読み取ることができた。estは自己啓発セミナーの草分け的存在になり、アメリカで大流行し、莫大な利益を稼ぎ出した。ヒューマンポテンシャル運動の中心エスリン研究所のメンバーは、estの綱領の社会意識と共感の欠如、歴史認識の欠如、しつこい勧誘、秘密めかしたエアハードの性格、estの脱税の噂などの問題に悩むようになった。エアハードの友人でエスリン研究所設立者マイケル・マーフィー (著作家)とエスリン研究所所長のジョージ・レンナードは、個人的にはestが倫理や良識に反していると考えており、マーフィーとエアハードの間では激しい議論が交わされることもあったが、マーフィーもレンナードも公式にはestを擁護し、estに大きな改革が起こることはなかった。
ヒューマンポテンシャル運動に元々あった「全ては個人の責任」だという倫理は、ワークショップに参加することの冒険的な面と利点を表し、同時に外部からの非難への対応でもあったが、そうしたバランス感覚は失われていった。政治学者でジャーナリストのウォルター・トルーエット・アンダーソンは、全宇宙を人間の意思で従わせることができるという狂信のようなものになっていったと述べている。ヒューマンポテンシャル運動では、estが導入した積極思考、人の意志と思考に無限の可能性があるとし、現実はその人の思考次第だとする考えを受容する人もそれほど受容しない人もいたが、その影響は大きかった。エスリン研究所のリーダーの一人で、estの影響を強く受けた心理学者ウィリアム・シュルツは、人が望まずに環境の犠牲になることはなく、自然の法則が機能するのは望んだときだけであり、人は人生を支配することができ、人は犠牲になりたいと思った時にだけ犠牲になるのだと主張するようになった。
ヒューマンポテンシャル運動は、ニューエイジの源泉の一つになった。積極思考は、ニューソート思想家のジョセフ・マーフィー、ニューエイジのシャーリー・マクレーンなどにより広まり、2006年にロンダ・バーン『ザ・シークレット』で再び注目を集めた。この本はベストセラーになり、半年で40か国以上で翻訳されている。

## 効果・主張される効果
現代社会は全体としては以前より安全になっており、生命や身体の危機・客観的な不幸は減っている。前近代のように宿命論のない、開かれた自由で不確定な社会であるため、積極思考によって積極的に思考し動くことで、事態が開ける可能性があるというプラスの面がある。不確定な時代の期待感と積極思考は相性が良く、不幸な人を追い詰めると同時に、不幸な人に対する即効性のあるカンフル剤になっている。
ロンダ・バーンは『ザ・シークレット』で、成功や幸せについて思考することで成功や幸せを「引き寄せる」ことができると主張した。例示される悩みは軽いものが多く、この中で比較的重い「お金がない」という悩みに対し著者は、お金がない「唯一」の理由は自分自身の後ろ向きな思考であると答えている。
引き寄せの法則は、必ずしもバーンのように即物的な富を求めるものではなく、ニューソート系のユニティ (新宗教)の歴史・神学研究者のトーマス・シェパードは、神に近づくための精神的成長のためにあると述べている
バーンは「津波などの災害に見舞われるのは『その災害と周波数を同じくする』人だ」とも語っており、災害に合うような思考をすることで災害に合うとしている。

## 影響

### 自己啓発
積極思考を説く自己啓発本は、アメリカでも日本でも常にベストセラー上位に食い込んでいる。程度の低いジャンルとして揶揄の対象になっているが、発行部数の多さ、大衆化したセラピー文化の一形態として、無視できない存在であり、マナーや掃除、整理法などカテゴリを拡大し続けている。子供向けにも見られ、2014年にイオンで発売された本田圭佑の『夢のノート』は、1937年の自己啓発本の古典ナポレオン・ヒル『思考は現実化する』に事実上準拠しており、子供に与えても安全で有益なものと受け入れられているのが分かる。

### 伝統的なキリスト教
ニューソート研究者マーチン・A・ラーソンは、伝統的なキリスト教の面々にまでニューソート的積極思考は浸透しており、現在教会で行われる説教の内容は、カルヴァンやルター、ジョン・ウェスレーにさえ似ているとは言いがたく、（彼らは認めていないが）むしろニューソートに近いと指摘している。神学者・牧師の青木保憲は、プロテスタントの主張である福音主義的見地から見ると、「人は生まれながらにして罪人」であるとする原罪とキリストの磔刑による救いと、「私たちの中にある素晴らしい価値に気が付きなさい」というメッセージを発する自己啓発本の思想とは逆のものだが、聖書に基づいたメッセージの中に「自己啓発」的な積極思考が入り込んでおり、有効な伝導のツールになっていると述べている。

### マルチ商法
ネットワークビジネス（マルチ商法）は、販売員のモチベーション向上のために積極思考を研修やトレーニングに取り入れており、積極思考を組織的に学び、それをビジネスや人生で実践しようという集団、積極思考のコミュニティのようなものになっている。

## 批判・批評
W・T・アンダーソンは、全てを個人的な責任とする積極思考、ウィリアム・シュルツの「私たちはどんな法則にも従う必要はない。自分で法則を作るのだ」という発言に見られるような考えは、自分の意思・思考以外を現実の要因と考えることをタブーにするもので、現実の環境への興味を失わせ、悪や災厄への注意を向けさせないようにする論理であり、全宇宙を人間の意思に従わせることができるという気違いじみた信仰であると評している。この論理に沿うなら、極論になるが、飢えた子供は食料がないことに自分に責任があり、広島の原爆の犠牲者は原子爆弾を落とされたことに自ら責任を負わなければならないという結論が導かれると述べている。宗教学者のダグラス・E・コーワンは、悪い考えを持っているからひどい目に合うという論理で被害者を非難することを批判し、「この理屈に従うなら、誘拐された人やレイプされた人が、なにを言われることになるか想像してください」と語っており、一部の宗教者は引き寄せの法則の倫理的な問題を批判している。Brian Dunningは、被害者非難という「犠牲者を責める」アイデアが、利己的な我々の自我には魅力的で、醜く恥ずかしいことだが、この暗い喜びが心理的な魅力になっていると指摘している。
ヒューマンポテンシャル運動の関係者には、反知性主義、過度な楽観主義が問題だと考える人もいた。ヒューマンポテンシャル運動には、心の正しい動きに従って行動すればどこでもなんでもうまくいくという信念が見られるようになり、これに対してジャーナリズムから、社会問題を心理化しており、エスリン研究所への滞在は成長への糧でもあるが逃避ではないかという懸念が投げかけられていた。
いくつかのニューソートの宗派は、ザ・シークレットの「引き寄せの法則」で物質的に豊かになろうとする考えに反対している。ユニティのトーマス・シェパードは、「引き寄せの法則」は高級車のキャデラックを手にれたり個人的な力を得るためのものではないと批判した。
積極思考は、現実を全て自分の思考次第と考えるため、ポジティブであろうとしているにもかかわらず自己嫌悪に陥りやすく、世界に存在する悪や他人の不幸を自業自得とする考えにもつながる。ポジティブであらねばならないと思い、ネガティブな気持ちを持つことを心配し、常に気持ちを修正し続けることは、強い義務感であり、バーバラ・エーレンライクは『ポジティブ病の国、アメリカ』（Bright-sided 、2009）で、積極思考は、ある意味ではカルヴァン主義のような前時代的な厳しい精神修養になっていると指摘している。エーレンライクは、過度な積極思考は、世界中の抗うつ剤の3分の2を消費するほどのアメリカ人の不安の表れであり、自己を欺いて幸せなふりをしていると評している。また、ポジティブな態度を持たないことで公に非難されたり解雇される、がん患者がネガティブな思考のせいで病気になったのだと責められるなどの事例をあげている。
市場への影響も指摘されており、金融サービスがポジティブすぎる判断で大損害を出し経済に害を与えた、リーマンショックを引き起こしたリーマン・ブラザーズ社社長のジョー・グレゴリーがポジティブな直観と合理的な分析結果が食い違った場合に直観を信じることが多くあった、市場に積極的に参加し楽天的に判断した結果リーマンショックの犠牲者となった人々、自分の信用度を顧みず楽天的にローンを組んだ人々・彼らに貸し付けた銀行家には積極思考が見られたという意見もある。
アメリカの危機管理コンサルタントのエリック・デゼンホールは、企業の意思決定者に「引き寄せの法則」がウイルスのように蔓延しており、危機はチャンスではないという現実を直視できず、耳に痛いことを言う人は出世の道が閉ざされかねないなどの害が出ている述べている。エーレンライクは、成功するには、一生懸命働き、現実的であることが大事で、動機付け講演家や自己啓発教師はあなたが悪い予感・警告を感じないようにしようとするが、それをそのまま受け入れるのはやめるよう警告している。
今日広く流布している精神衛生の理念では、人間は幸福であるべきであり、不幸は不適応の症状であることが強調され、このような考えによって、避けることのできない不幸にあった際に、不幸な出来事それ自体の重荷に、さらに幸福であらねばならないという理念に反したことに対する重荷が加重され、人はしばしば不幸にあったことを恥ずかしく思うという。積極思考の背景には、高度消費社会が現実の不幸を受け入れないほど「狭量」で「冷酷」になっている精神構造がある。積極思考は、心持を変えるだけで現実が変わるほど摩擦が少ない世界に生きるエリートの上流層と親和性が高く、一方下流層は、ポジティブを装うことができないほど絶望しており、積極思考との親和性は低い。
ロバート・キャロルは、引き寄せの法則の普及には、買い手が買い手を勧誘する連鎖販売取引（マルチ商法）の手法が使われていると述べている。
積極思考に対する批判は、人気に比べてかなり少ない。村上春樹の小説『色彩を持たない多崎つくると、彼の巡礼の年』（2013年）などに、積極思考的な考え方に対する批判が見られる。